# Omer Damari
Omer Damari (hebrejsky עומר דמארי; narozen 24. března 1989 Rishon LeZion, Izrael) je izraelský fotbalový útočník. V současné době hraje za FK Austria Wien a izraelský národní tým.

## Klubová kariéra
Damari začal v mládežnickém klubu Maccabi Petah Tikva. Debutoval za něj 21. listopadu 2006 v utkání proti FC Ashdod. Celkem zde vstřelil 32 gólů. Roku 2011 ho koupil Hapoel Tel Aviv a o tři roky později, v červenci 2014 se stal hráčem FK Austria Wien.

## Reprezentační kariéra
V izraelském A-mužstvu debutoval 17. 11. 2010 a to v přátelském utkání proti Islandu, kdy vstřelil dvě branky (výhra 3:2). V roce 2014 byl nominován na kvalifikaci na EURO 2016, kdy po dvou zápasech má na kontě čtyři góly.